# سفين سبرنجلر
سفين سبرنجلر (بالألمانية: Sven Sprangler)‏ (27 مارس 1995 بالنمسا - ) هو لاعب كرة قدم نمساوي في مركز الوسط. شارك مع منتخب النمسا تحت 18 سنة لكرة القدم ومنتخب النمسا تحت 19 سنة لكرة القدم. أما مع النوادي، فقد لعب مع نادي ماترسبرغ.

## وصلات خارجية
- سفين سبرنجلر على موقع قاعدة بيانات كرة القدم.إي يو (الإنجليزية)
- سفين سبرنجلر على موقع Soccerway.com (الإنجليزية)
- سفين سبرنجلر على موقع عالم كرة القدم.نت (الإنجليزية)